# Фрай, Гленн
Гленн Лью́ис Фрай (англ. Glenn Lewis Frey; 6 ноября 1948 года, Детройт, Мичиган, США — 18 января 2016 года, Нью-Йорк, США) — американский музыкант и певец. Наиболее известен как один из основателей и соавтор большинства знаменитых песен группы Eagles.

## Биография
В Eagles играл на гитаре и клавишных, а также был одним из основных вокалистов. Он исполнял ведущий вокал в таких хитах группы, как «Take It Easy» (1972), «Peaceful Easy Feeling» (1972), «Tequila Sunrise» (1973), «Already Gone» (1974), «Lyin’ Eyes» (1975), «New Kid in Town» (1976) и «Heartache Tonight» (1979).
После распада Eagles в 1980 году музыкант начал сольную карьеру. В 1982 году у него вышел дебютный альбом No Fun Aloud. Сольные хиты, с которыми Фрай достигал первой сороковки в США: «I Found Somebody» (1982), «The One You Love» (1982), «Sexy Girl» (1984, со второго альбома), «The Heat Is On» (1984, из кинофильма «Полицейский из Беверли-Хиллз», 2 место), «Smuggler’s Blues» (со второго альбома; кроме того, эта песня звучала в снятом по её мотивам одноимённом 15-м эпизоде телесериала «Полиция Майами»), «You Belong to the City» (1985, из телесериала «Полиция Майами», 2 место) и «True Love» (1988, с третьего альбома). Но когда в 1992 году Фрай издал четвёртый альбом, тот в чарты в США вообще не попал; песни с него тоже не были так успешны.
В 1993 году музыкант выпустил сольный концертный альбом Glenn Frey Live, а потом присоединился к воссоединившимся Eagles в турне Hell Freezes Over. Концерты группы имели огромный успех, а вышедший через год одноимённый концертный диск Hell Freezes Over (1994) возглавил американский хит-парад.
В последующие годы у музыканта выходили только сборники уже выпускавшихся ранее сольных песен. В конце 1990-х годов он в партнёрстве с юристом Питером Лопесом основал собственный лейбл звукозаписи Mission Records.
С 2001 по 2007 год участвовал в записи нового студийного альбома Eagles Long Road Out of Eden, который вышел в октябре 2007 года и достиг вершины чартов США, Канады и Австралии. Вслед за тем группа отправилась в многолетнее одноимённое турне — Long Road Out of Eden Tour (2008—2011).
В 2012 году Фрай вернулся с первым за 20 лет сольным студийным альбомом After Hours. На нём музыкант перепел классику американской поп-музыки в стиле, который можно охарактеризовать как поп-лаунж. Песня «After Hours», написанная Фраем в соавторстве с коллегой по Eagles Джеком Темпчином и давшая название альбому, стала единственной новой композицией на диске.
Гленн Фрай умер 18 января 2016 года из-за осложнений, вызванных пневмонией, острым язвенным колитом и ревматоидным артритом.
25 июня 2019 года The New York Times Magazine назвал Гленна Фрая среди сотен исполнителей, чей материал, как сообщается, был уничтожен во время пожара в Universal Studios Hollywood 2008 года.

## Дискография
Подробнее см. в разделе «Discography» статьи про Гленна Фрая в английском разделе.
Студийные альбомы
1982: No Fun Aloud
1984: The Allnighter
1988: Soul Searchin’
1992: Strange Weather
2012: After Hours
Концертные альбомы
1993: Glenn Frey Live
Сборные альбомы
1995: Solo Collection
2000: 20th Century Masters — The Millennium Collection

## Премии и номинации
В составе группы Eagles в 1998 году Гленн Фрай был введён в Зал славы рок-н-ролла.